# Riourik (frégate)
Pour les articles homonymes, voir Riourik (homonymie).
Le Riourik ou Rurik en russe : Рюрик est une frégate à vapeur et à roue à aubes de la Marine impériale de Russie. Sa construction fut ordonnée par le Sénat finlandais (Cabinet et Cour suprême dans le Grand-duché de Finlande de 1816 à 1917) pour l'équipement naval finlandais (Suomen Meriekipaasi). Cette frégate devait son nom au prince de Novgorod, Riourik (830-879).

## Historique
Le Riourik fut conçu par Johan Eberhard von Schantz. Cette frégate fut construite à Turku par Gamla Warfsbolaget Åbo i et lancée en 1851. Au moment de sa construction, le Riourik fut le plus grand navire jamais construit en Finlande. Le charpentier écossais William Crichton (en) supervisa sa construction ; par la suite, ce lord écossais lança sa propre entreprise à Turku, le chantier naval Crichton-Vulcan.

### Carrière dans la Marine impériale de Russie
Bien que financée par les Finlandais, la frégate finit par servir en qualité de navire d'escorte aux yachts impériaux. Le Riourik survécut à la guerre de Crimée (1853-1856), il fut transféré dans la flotte de la Baltique. À son arrivée dans le golfe de Finlande, le 26 septembre 1866, le Riourik fut salué par le tsarévitch Alexandre et son épouse, née Dagmar de Danemark (Maria Fiodorovona).

## Sources
- (en) Cet article est partiellement ou en totalité issu de l’article de Wikipédia en anglais intitulé « Russian frigate Rurik (1851) » (voir la liste des auteurs).